# U-Bahn-Linie 1 (Hamburg)
| Streckenverlauf der Linie U1 mit Darstellung der Tunnelstrecken |                                                       |                                           |                                           |
| Streckenlänge: | 55,383 km                                             |                                           |                                           |
| Spurweite: | 1435 mm (Normalspur)                                  |                                           |                                           |
| Stromsystem: | seitliche, von unten bestrichene Stromschiene 750 V = |                                           |                                           |
| Streckengeschwindigkeit: | 80 km/h                                               |                                           |                                           |
| Zweigleisigkeit: | Norderstedt Mitte – Ohlstedt Volksdorf – Buchenkamp   |                                           |                                           |
| |                                                       |                                           |                                           |
| \| \| \| A2 von Ulzburg Süd (Henstedt-Ulzburg) \| \| \| \| 3,820 \| \| \| \| \| 3,668 \| Norderstedt Mitte (NO) \| Norderstedt Mitte (NO) \| \| \| 3,637 \| \| \| \| \| \| \| \| \| \| 3,310 \| \| \| \| \| 2,255 \| Richtweg (RW) \| Richtweg (RW) \| \| \| 1,630 \| \| \| \| \| 0,966 \| Garstedt (GA) \| Garstedt (GA) \| \| \| 0,785 \| \| \| \| \| 0,000 \| Landesgrenze Schleswig-Holstein–Hamburg \| Landesgrenze Schleswig-Holstein–Hamburg \| \| \| 0,580 \| Ochsenzoll (OZ) \| Ochsenzoll (OZ) \| \| \| \| Gbf Ochsenzoll (ehem. Gleislager) \| \| \| \| 1,555 \| Kiwittsmoor (KM) \| Kiwittsmoor (KM) \| \| \| 3,297 \| Langenhorn Nord (LN) \| Langenhorn Nord (LN) \| \| \| 4,393 \| \| \| \| \| 4,512 \| \| \| \| \| 4,604 \| Langenhorn Markt (LM) \| Langenhorn Markt (LM) \| \| \| 5,687 \| Fuhlsbüttel Nord (FL) \| Fuhlsbüttel Nord (FL) \| \| \| 6,796 \| Fuhlsbüttel (FU) \| Fuhlsbüttel (FU) \| \| \| 7,195 \| Alsterlauf \| Alsterlauf \| \| \| \| Flughafen S-Bahn \| \| \| \| 7,368 \| Klein Borstel (KB) \| Klein Borstel (KB) \| \| \| 8,215 \| Gleislager Ohlsdorf (Anschluss Eisenbahn) \| Gleislager Ohlsdorf (Anschluss Eisenbahn) \| \| \| 8,308 \| Ohlsdorf (OH) \| Ohlsdorf (OH) \| \| \| \| \| \| \| \| \| U5 aus Richtung Barmbek Nord (im Bau) \| \| \| \| 9,745 \| Sengelmannstraße (SE) ( im Bau) \| Sengelmannstraße (SE) ( im Bau) \| \| \| \| \| \| \| \| \| U5 in Richtung City Nord (im Bau) \| \| \| \| \| \| \| \| \| 10,570 \| Alsterdorf (AL) \| Alsterdorf (AL) \| \| \| 11,229 \| Güterumgehungsbahn \| Güterumgehungsbahn \| \| \| 11,900 \| Lattenkamp (LA) \| Lattenkamp (LA) \| \| \| 12,465 \| Hudtwalckerstraße (HU) \| Hudtwalckerstraße (HU) \| \| \| 12,682 \| Leinpfadkanal \| Leinpfadkanal \| \| \| 12,790 \| Alsterlauf \| Alsterlauf \| \| \| \| \| Ringlinie von Barmbek (U3) \| \| \| 13,312 \| Kellinghusenstraße (KE) \| Kellinghusenstraße (KE) \| \| \| \| \| Ringlinie nach Schlump (U3) \| \| \| 13,860 \| Isebekkanal \| Isebekkanal \| \| \| 13,915 \| \| \| \| \| 14,246 \| Klosterstern (KR) \| Klosterstern (KR) \| \| \| 15,260 \| Hallerstraße (HR) \| Hallerstraße (HR) \| \| \| \| Verbindungsbahn \| \| \| \| 16,860 \| Stephansplatz (SN) ( Dammtor) \| Stephansplatz (SN) ( Dammtor) \| \| \| \| \| \| \| \| 17,660 \| Jungfernstieg (JG) ( Rathaus) \| Jungfernstieg (JG) ( Rathaus) \| \| \| \| \| \| \| \| \| City Tunnel \| \| \| \| 18,425 \| Meßberg (MB) \| Meßberg (MB) \| \| \| 18,920 \| Steinstraße (ST) \| Steinstraße (ST) \| \| \| \| \| \| \| \| 19,368 \| Hauptbahnhof Süd (HB) \| Hauptbahnhof Süd (HB) \| \| \| \| \| \| \| \| \| (Hamburg Hauptbahnhof ) \| \| \| \| \| (Hauptbahnhof Nord ) \| \| \| \| \| nach Berliner Tor (Betriebsgleis) \| \| \| \| 20,258 \| Lohmühlenstraße (LS) \| Lohmühlenstraße (LS) \| \| \| 20,919 \| Lübecker Straße (LU) \| Lübecker Straße (LU) \| \| \| 21,737 \| Wartenau (WA) \| Wartenau (WA) \| \| \| 22,535 \| Ritterstraße (RI) \| Ritterstraße (RI) \| \| \| 23,346 \| Wandsbeker Chaussee (WR) \| Wandsbeker Chaussee (WR) \| \| \| 23,942 \| Wandsbek Markt (WM) \| Wandsbek Markt (WM) \| \| \| 25,214 \| Straßburger Straße (SR) \| Straßburger Straße (SR) \| \| \| 25,752 \| Alter Teichweg (AT) \| Alter Teichweg (AT) \| \| \| 26,068 \| \| \| \| \| \| \| \| \| \| \| \| Walddörferbahn von Barmbek (U3) \| \| \| 26,8593,247 \| Wandsbek-Gartenstadt (WK) \| Wandsbek-Gartenstadt (WK) \| \| \| \| \| \| \| \| 5,277 \| Trabrennbahn (TR) \| Trabrennbahn (TR) \| \| \| 6,700 \| Farmsen (FA) \| Farmsen (FA) \| \| \| 7,800 \| zum Bbf und Versuchsgleis \| zum Bbf und Versuchsgleis \| \| \| 8,146 \| Oldenfelde \| Oldenfelde \| \| \| 9,341 \| Berne (BE) \| Berne (BE) \| \| \| 9,650 \| zum Versuchsgleis \| zum Versuchsgleis \| \| \| 10,994 \| Meiendorfer Weg (ME) \| Meiendorfer Weg (ME) \| \| \| 12,500 \| Volksdorf (VF) \| Volksdorf (VF) \| \| \| 0,000 12,600 \| \| \| \| \| 14,107 \| Buckhorn (BN) \| Buckhorn (BN) \| \| \| 15,417 \| Landesgrenze Hamburg–Schleswig-Holstein \| Landesgrenze Hamburg–Schleswig-Holstein \| \| \| 15,709 \| Hoisbüttel (HT) \| Hoisbüttel (HT) \| \| \| 15,999 \| Landesgrenze Schleswig-Holstein–Hamburg \| Landesgrenze Schleswig-Holstein–Hamburg \| \| \| 17,718 \| Ohlstedt (OT) \| Ohlstedt (OT) \| \| \| 18,128 \| Kehranlage \| Kehranlage \| \| \| \| \| \| \| \| 1,638 00,000 \| Buchenkamp (BP) \| Buchenkamp (BP) \| \| \| 1,840 00,000 \| ab hier eingleisig \| ab hier eingleisig \| \| \| 2,338 00,000 \| Landesgrenze Schleswig-Holstein–Hamburg \| Landesgrenze Schleswig-Holstein–Hamburg \| \| \| 3,2xx 00,000 \| Wulfsdorf (nicht in Betrieb genommen) \| Wulfsdorf (nicht in Betrieb genommen) \| \| \| 4,490 00,000 \| Ahrensburg West (AW) Ausweiche \| Ahrensburg West (AW) Ausweiche \| \| \| 4,755 00,000 \| Bahnstrecke Lübeck–Hamburg \| Bahnstrecke Lübeck–Hamburg \| \| \| 6,042 00,000 \| Ahrensburg Ost (AO) \| Ahrensburg Ost (AO) \| \| \| 7,535 00,000 \| Schmalenbeck (SK) Ausweiche \| Schmalenbeck (SK) Ausweiche \| \| \| 9,145 00,000 \| Kiekut (KI) \| Kiekut (KI) \| \| \| 10,385 00,000 \| Großhansdorf (GH) Ausweiche \| Großhansdorf (GH) Ausweiche \| \| \| 10,920 00,000 \| Kehranlage \| Kehranlage \| \| \| 11,715 00,000 \| Beimoor (nicht in Betrieb genommen) \| Beimoor (nicht in Betrieb genommen) \| |                                                       |                                           |                                           |
| |                                                       | A2 von Ulzburg Süd (Henstedt-Ulzburg)     |                                           |
| Strecke | 3,820                                                 |                                           |                                           |
| U-Bahn-Bahnhof · Kopfbahnhof Streckenende · U-Bahn-Bahnhof | 3,668                                                 | Norderstedt Mitte (NO)                    | Norderstedt Mitte (NO)                    |
| U-Bahn-Tunnelanfang · U-Bahn-Tunnelanfang | 3,637                                                 |                                           |                                           |
| U-Bahn-Verschwenkung nach links (im Tunnel) · U-Bahn-Verschwenkung nach rechts (im Tunnel) |                                                       |                                           |                                           |
| U-Bahn-Tunnelende | 3,310                                                 |                                           |                                           |
| U-Bahn-Haltepunkt / Haltestelle | 2,255                                                 | Richtweg (RW)                             | Richtweg (RW)                             |
| U-Bahn-Tunnelanfang | 1,630                                                 |                                           |                                           |
| U-Bahn-Bahnhof (im Tunnel) | 0,966                                                 | Garstedt (GA)                             | Garstedt (GA)                             |
| U-Bahn-Tunnelende | 0,785                                                 |                                           |                                           |
| U-Bahn-Grenze | 0,000                                                 | Landesgrenze Schleswig-Holstein–Hamburg   | Landesgrenze Schleswig-Holstein–Hamburg   |
| U-Bahn-Bahnhof | 0,580                                                 | Ochsenzoll (OZ)                           | Ochsenzoll (OZ)                           |
| U-Bahn-Abzweig geradeaus und ehemals nach links |                                                       | Gbf Ochsenzoll (ehem. Gleislager)         | Gbf Ochsenzoll (ehem. Gleislager)         |
| U-Bahn-Haltepunkt / Haltestelle | 1,555                                                 | Kiwittsmoor (KM)                          | Kiwittsmoor (KM)                          |
| U-Bahn-Haltepunkt / Haltestelle | 3,297                                                 | Langenhorn Nord (LN)                      | Langenhorn Nord (LN)                      |
| U-Bahn-Tunnelanfang | 4,393                                                 |                                           |                                           |
| U-Bahn-Tunnelende | 4,512                                                 |                                           |                                           |
| U-Bahn-Haltepunkt / Haltestelle | 4,604                                                 | Langenhorn Markt (LM)                     | Langenhorn Markt (LM)                     |
| U-Bahn-Bahnhof | 5,687                                                 | Fuhlsbüttel Nord (FL)                     | Fuhlsbüttel Nord (FL)                     |
| U-Bahn-Haltepunkt / Haltestelle | 6,796                                                 | Fuhlsbüttel (FU)                          | Fuhlsbüttel (FU)                          |
| U-Bahn-Brücke über Wasserlauf | 7,195                                                 | Alsterlauf                                | Alsterlauf                                |
| U-Bahn-Kreuzung mit Eisenbahn mit Tunnelstrecke |                                                       | Flughafen S-Bahn                          | Flughafen S-Bahn                          |
| U-Bahn-Haltepunkt / Haltestelle | 7,368                                                 | Klein Borstel (KB)                        | Klein Borstel (KB)                        |
| U-Bahn-Abzweig geradeaus und nach links | 8,215                                                 | Gleislager Ohlsdorf (Anschluss Eisenbahn) | Gleislager Ohlsdorf (Anschluss Eisenbahn) |
| U-Bahn-Bahnhof | 8,308                                                 | Ohlsdorf (OH)                             | Ohlsdorf (OH)                             |
| U-Bahn-Strecke von links · U-Bahn-Abzweig nach links und nach rechts · U-Bahn-Strecke von rechts |                                                       |                                           |                                           |
| U-Bahn-Strecke · U-Bahn-Strecke von links (außer Betrieb) (im Tunnel) · U-Bahn-Kreuzung mit Tunnelstrecke |                                                       | U5 aus Richtung Barmbek Nord (im Bau)     | U5 aus Richtung Barmbek Nord (im Bau)     |
| U-Bahn-Bahnhof · U-Bahn-Bahnhof (Strecke außer Betrieb) · U-Bahn-Bahnhof | 9,745                                                 | Sengelmannstraße (SE) ( im Bau)           | Sengelmannstraße (SE) ( im Bau)           |
| U-Bahn-Strecke · U-Bahn-Tunnelanfang (Strecke außer Betrieb) · U-Bahn-Strecke |                                                       |                                           |                                           |
| U-Bahn-Strecke · U-Bahn-Strecke nach links (außer Betrieb) (im Tunnel) · U-Bahn-Kreuzung mit Tunnelstrecke |                                                       | U5 in Richtung City Nord (im Bau)         | U5 in Richtung City Nord (im Bau)         |
| U-Bahn-Strecke nach links · U-Bahn-Abzweig von links und von rechts · U-Bahn-Strecke nach rechts |                                                       |                                           |                                           |
| U-Bahn-Haltepunkt / Haltestelle | 10,570                                                | Alsterdorf (AL)                           | Alsterdorf (AL)                           |
| U-Bahn-Kreuzung mit Eisenbahn geradeaus unten | 11,229                                                | Güterumgehungsbahn                        | Güterumgehungsbahn                        |
| U-Bahn-Bahnhof | 11,900                                                | Lattenkamp (LA)                           | Lattenkamp (LA)                           |
| U-Bahn-Haltepunkt / Haltestelle | 12,465                                                | Hudtwalckerstraße (HU)                    | Hudtwalckerstraße (HU)                    |
| U-Bahn-Brücke über Wasserlauf | 12,682                                                | Leinpfadkanal                             | Leinpfadkanal                             |
| U-Bahn-Brücke über Wasserlauf | 12,790                                                | Alsterlauf                                | Alsterlauf                                |
| U-Bahn-Strecke von links · U-Bahn-Kreuzung geradeaus oben · U-Bahn-Abzweig quer und von links |                                                       |                                           | Ringlinie von Barmbek (U3)                |
| U-Bahn-Bahnhof · U-Bahn-Bahnhof · U-Bahn-Bahnhof | 13,312                                                | Kellinghusenstraße (KE)                   | Kellinghusenstraße (KE)                   |
| U-Bahn-Abzweig quer und nach rechts · U-Bahn-Kreuzung geradeaus unten · U-Bahn-Strecke nach rechts |                                                       |                                           | Ringlinie nach Schlump (U3)               |
| U-Bahn-Brücke über Wasserlauf | 13,860                                                | Isebekkanal                               | Isebekkanal                               |
| U-Bahn-Tunnelanfang | 13,915                                                |                                           |                                           |
| U-Bahn-Haltepunkt / Haltestelle (im Tunnel) | 14,246                                                | Klosterstern (KR)                         | Klosterstern (KR)                         |
| U-Bahn-Haltepunkt / Haltestelle (im Tunnel) | 15,260                                                | Hallerstraße (HR)                         | Hallerstraße (HR)                         |
| U-Bahn-Kreuzung (im Tunnel) |                                                       | Verbindungsbahn                           | Verbindungsbahn                           |
| U-Bahn-Bahnhof (im Tunnel) | 16,860                                                | Stephansplatz (SN) ( Dammtor)             | Stephansplatz (SN) ( Dammtor)             |
| |                                                       |                                           |                                           |
| U-Bahn-Turmbahnhof mit Tunnelstrecke (im Tunnel) | 17,660                                                | Jungfernstieg (JG) ( Rathaus)             | Jungfernstieg (JG) ( Rathaus)             |
| |                                                       |                                           |                                           |
| U-Bahn-Kreuzung mit Tunnelstrecke und geradeaus oben (im Tunnel) |                                                       | City Tunnel                               | City Tunnel                               |
| U-Bahn-Haltepunkt / Haltestelle (im Tunnel) | 18,425                                                | Meßberg (MB)                              | Meßberg (MB)                              |
| U-Bahn-Haltepunkt / Haltestelle (im Tunnel) | 18,920                                                | Steinstraße (ST)                          | Steinstraße (ST)                          |
| |                                                       |                                           |                                           |
| U-Bahn-Haltepunkt / Haltestelle (im Tunnel) | 19,368                                                | Hauptbahnhof Süd (HB)                     | Hauptbahnhof Süd (HB)                     |
| |                                                       |                                           |                                           |
| U-Bahn-Kreuzung (im Tunnel) |                                                       | (Hamburg Hauptbahnhof )                   | (Hamburg Hauptbahnhof )                   |
| U-Bahn-Strecke (im Tunnel) |                                                       | (Hauptbahnhof Nord )                      | (Hauptbahnhof Nord )                      |
| U-Bahn-Abzweig geradeaus und nach rechts (im Tunnel) |                                                       | nach Berliner Tor (Betriebsgleis)         | nach Berliner Tor (Betriebsgleis)         |
| U-Bahn-Haltepunkt / Haltestelle (im Tunnel) | 20,258                                                | Lohmühlenstraße (LS)                      | Lohmühlenstraße (LS)                      |
| U-Bahn-Turmbahnhof mit Tunnelstrecke (im Tunnel) | 20,919                                                | Lübecker Straße (LU)                      | Lübecker Straße (LU)                      |
| U-Bahn-Bahnhof (im Tunnel) | 21,737                                                | Wartenau (WA)                             | Wartenau (WA)                             |
| U-Bahn-Haltepunkt / Haltestelle (im Tunnel) | 22,535                                                | Ritterstraße (RI)                         | Ritterstraße (RI)                         |
| U-Bahn-Haltepunkt / Haltestelle (im Tunnel) | 23,346                                                | Wandsbeker Chaussee (WR)                  | Wandsbeker Chaussee (WR)                  |
| U-Bahn-Bahnhof (im Tunnel) | 23,942                                                | Wandsbek Markt (WM)                       | Wandsbek Markt (WM)                       |
| U-Bahn-Haltepunkt / Haltestelle (im Tunnel) | 25,214                                                | Straßburger Straße (SR)                   | Straßburger Straße (SR)                   |
| U-Bahn-Haltepunkt / Haltestelle (im Tunnel) | 25,752                                                | Alter Teichweg (AT)                       | Alter Teichweg (AT)                       |
| U-Bahn-Tunnelende | 26,068                                                |                                           |                                           |
| U-Bahn-Strecke von links · U-Bahn-Abzweig nach links und nach rechts · U-Bahn-Strecke von rechts |                                                       |                                           |                                           |
| U-Bahn-Strecke · U-Bahn-Strecke von links · U-Bahn-Kreuzung geradeaus unten |                                                       |                                           | Walddörferbahn von Barmbek (U3)           |
| U-Bahn-Bahnhof · U-Bahn-Bahnhof · U-Bahn-Bahnhof | 26,8593,247                                           | Wandsbek-Gartenstadt (WK)                 | Wandsbek-Gartenstadt (WK)                 |
| U-Bahn-Strecke nach links · U-Bahn-Abzweig von links und von rechts · U-Bahn-Strecke nach rechts |                                                       |                                           |                                           |
| U-Bahn-Haltepunkt / Haltestelle | 5,277                                                 | Trabrennbahn (TR)                         | Trabrennbahn (TR)                         |
| U-Bahn-Bahnhof | 6,700                                                 | Farmsen (FA)                              | Farmsen (FA)                              |
| U-Bahn-Abzweig geradeaus und nach links | 7,800                                                 | zum Bbf und Versuchsgleis                 | zum Bbf und Versuchsgleis                 |
| U-Bahn-Haltepunkt / Haltestelle | 8,146                                                 | Oldenfelde                                | Oldenfelde                                |
| U-Bahn-Bahnhof | 9,341                                                 | Berne (BE)                                | Berne (BE)                                |
| U-Bahn-Abzweig geradeaus und nach links | 9,650                                                 | zum Versuchsgleis                         | zum Versuchsgleis                         |
| U-Bahn-Haltepunkt / Haltestelle | 10,994                                                | Meiendorfer Weg (ME)                      | Meiendorfer Weg (ME)                      |
| U-Bahn-Bahnhof | 12,500                                                | Volksdorf (VF)                            | Volksdorf (VF)                            |
| U-Bahn-Verschwenkung von links · U-Bahn-Verschwenkung von rechts | 0,000 12,600                                          |                                           |                                           |
| U-Bahn-Strecke · U-Bahn-Haltepunkt / Haltestelle | 14,107                                                | Buckhorn (BN)                             | Buckhorn (BN)                             |
| U-Bahn-Strecke · U-Bahn-Grenze | 15,417                                                | Landesgrenze Hamburg–Schleswig-Holstein   | Landesgrenze Hamburg–Schleswig-Holstein   |
| U-Bahn-Strecke · U-Bahn-Haltepunkt / Haltestelle | 15,709                                                | Hoisbüttel (HT)                           | Hoisbüttel (HT)                           |
| U-Bahn-Strecke · U-Bahn-Grenze | 15,999                                                | Landesgrenze Schleswig-Holstein–Hamburg   | Landesgrenze Schleswig-Holstein–Hamburg   |
| U-Bahn-Strecke · U-Bahn-Bahnhof | 17,718                                                | Ohlstedt (OT)                             | Ohlstedt (OT)                             |
| U-Bahn-Strecke | 18,128                                                | Kehranlage                                | Kehranlage                                |
| U-Bahn-Strecke |                                                       |                                           |                                           |
| U-Bahn-Bahnhof | 1,638 00,000                                          | Buchenkamp (BP)                           | Buchenkamp (BP)                           |
| U-Bahn-Strecke | 1,840 00,000                                          | ab hier eingleisig                        | ab hier eingleisig                        |
| U-Bahn-Grenze | 2,338 00,000                                          | Landesgrenze Schleswig-Holstein–Hamburg   | Landesgrenze Schleswig-Holstein–Hamburg   |
| ehemaliger U-Bahn-Haltepunkt / Haltestelle | 3,2xx 00,000                                          | Wulfsdorf (nicht in Betrieb genommen)     | Wulfsdorf (nicht in Betrieb genommen)     |
| U-Bahn-Bahnhof | 4,490 00,000                                          | Ahrensburg West (AW) Ausweiche            | Ahrensburg West (AW) Ausweiche            |
| U-Bahn-Kreuzung mit Eisenbahn geradeaus unten | 4,755 00,000                                          | Bahnstrecke Lübeck–Hamburg                | Bahnstrecke Lübeck–Hamburg                |
| U-Bahn-Haltepunkt / Haltestelle | 6,042 00,000                                          | Ahrensburg Ost (AO)                       | Ahrensburg Ost (AO)                       |
| U-Bahn-Bahnhof | 7,535 00,000                                          | Schmalenbeck (SK) Ausweiche               | Schmalenbeck (SK) Ausweiche               |
| U-Bahn-Haltepunkt / Haltestelle | 9,145 00,000                                          | Kiekut (KI)                               | Kiekut (KI)                               |
| U-Bahn-Bahnhof | 10,385 00,000                                         | Großhansdorf (GH) Ausweiche               | Großhansdorf (GH) Ausweiche               |
| | 10,920 00,000                                         | Kehranlage                                | Kehranlage                                |
| U-Bahn-Kopfbahnhof Streckenende (Strecke außer Betrieb) | 11,715 00,000                                         | Beimoor (nicht in Betrieb genommen)       | Beimoor (nicht in Betrieb genommen)       |

Die Linie U1 der Hamburger U-Bahn hat 47 Stationen und befährt insgesamt 55,383 Kilometer Strecken, von denen 13,444 Kilometer im Tunnel verlaufen. Sie verbindet Norderstedt über die Hamburger Innenstadt mit Volksdorf. Dort verzweigen sich die Strecken Richtung Ohlstedt und Richtung Großhansdorf. Die durchschnittliche planmäßige Fahrzeit von Norderstedt Mitte beträgt 76 Minuten nach Ohlstedt bzw. 84 Minuten nach Großhansdorf. Die U1 ist somit die längste U-Bahn-Linie Deutschlands.
Der Betrieb wird von der Hamburger Hochbahn AG durchgeführt, auf dem Abschnitt Norderstedt Mitte – Garstedt im Auftrag der Verkehrsgesellschaft Norderstedt (VGN), einem Tochterunternehmen der Stadtwerke Norderstedt. Eingesetzt werden U-Bahn-Fahrzeuge der Baureihe DT4, von denen einige der VGN gehören, und der Baureihe DT5.

## Verlauf

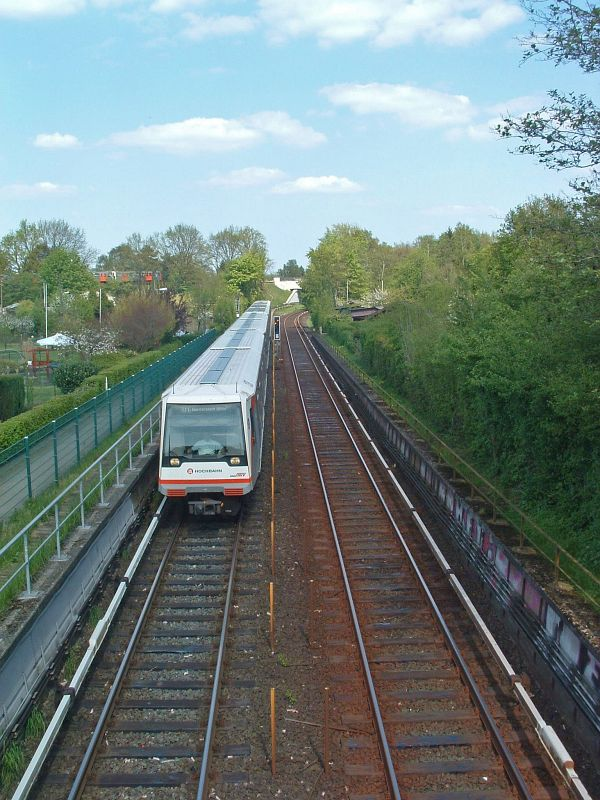
Die U1 verläuft meist oberirdisch.

Nicht in Betrieb genommene Endhaltestelle Beimoor in Großhansdorf

Von ihrem Ausgangsbahnhof in der Stadt Norderstedt verläuft die Linie U1 durch die Hamburger Stadtteile Langenhorn, Fuhlsbüttel, Ohlsdorf, Alsterdorf, Winterhude, Eppendorf, Harvestehude, Rotherbaum, Neustadt, Altstadt, St. Georg, Hohenfelde, Eilbek, Wandsbek, Dulsberg, erneut Wandsbek, Farmsen-Berne und Volksdorf. Danach gabelt sich die Linie: Der westliche Ast führt über die Gemeinde Ammersbek nach Ohlstedt. Der östliche Ast erreicht nach Durchqueren der Stadt Ahrensburg die Gemeinde Großhansdorf. Entlang der Strecke liegen viele öffentliche Einrichtungen wie Ämter, Gerichte und Krankenhäuser, Sehenswürdigkeiten sowie Wahrzeichen.
Die U1 verläuft außerhalb der Innenstadt weitgehend oberirdisch, jedoch vollständig kreuzungsfrei auf einer unabhängigen Trasse meist im Einschnitt oder auf einem Damm. Der östliche Ast nach Großhansdorf ist zwischen der Haltestelle Buchenkamp und der Endhaltestelle Großhansdorf auf einer Länge von 8,545 km eingleisig. Ausweichen befinden sich an den Haltestellen Ahrensburg West, Schmalenbeck und Großhansdorf. Hinter der Landesgrenze zu Schleswig-Holstein wechselt die Strecke vom Bahndamm in ein Trogbauwerk. Für die vorgesehene Station Wulfsdorf wurde der Trog für einen Mittelbahnsteig angelegt, die Station letztendlich jedoch nie errichtet.
Hinter den Kehranlagen der heutigen Endhaltestelle Großhandorf verläuft der Bahndamm noch 800 m weiter nördlich bis zur fertiggestellten, aber (wegen fehlender Bebauung) nie eröffneten Endhaltestelle Beimoor. Die Gleisanlagen wurden bereits nach dem Ersten Weltkrieg, das Gebäude nach dem Zweiten Weltkrieg wieder demontiert.
Die Hochbahn stellte im Februar 2019 ein Konzept vor, wonach die U1 ab Norderstedt Mitte auf der Trasse der Alsternordbahn bis zur Quickborner Straße verlängert werden könnte. Die Kosten für diese Verlängerung werden auf 86 Millionen Euro geschätzt, hinzu kommen Kosten in Höhe von 15 Millionen Euro für drei zusätzliche Fahrzeuge.
Im September 2021 stimmte die Norderstedter Stadtvertretung diesem Konzept zu. Die Kosten von nunmehr 135 Millionen Euro müssen zu einem Viertel von der Stadt Norderstedt übernommen werden, der Rest soll aus Bundeszuschüssen finanziert werden.
Da die Planungsabteilung der Hochbahn u. a. mit der Planung der neuen Linie U5 ausgelastet ist, muss die Planung der westlichen  U1-Verlängerung von der Norderstedter Verwaltung übernommen werden.

## Geschichte

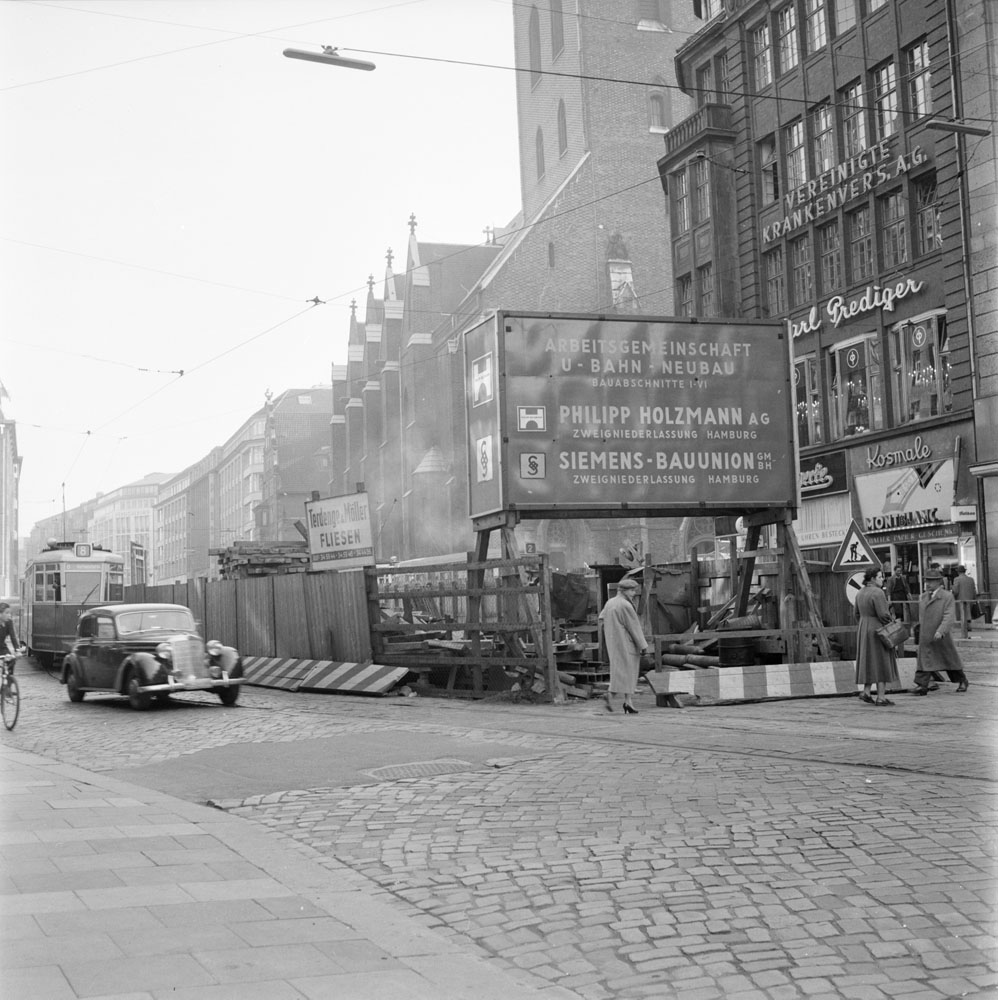
U1-Bau in der Bergstraße (1956)

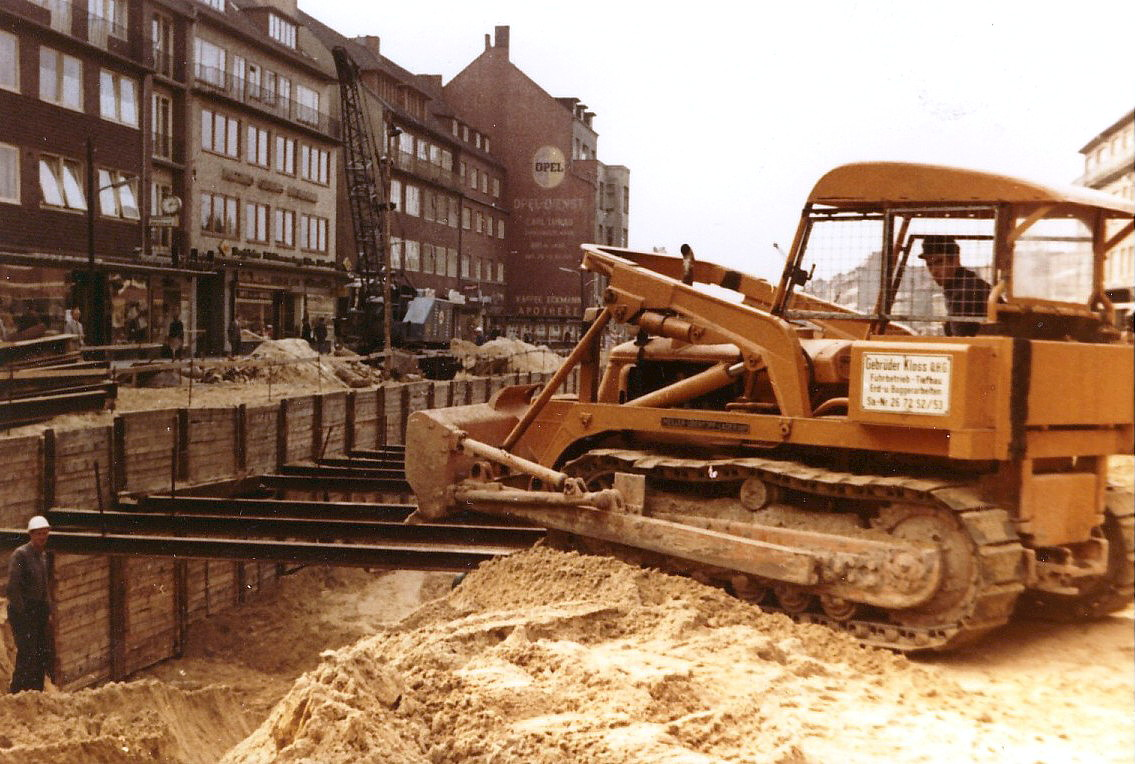
U-Bahn-Bau am Wandsbeker Markt in offener Bauweise (1961)

Bereits vor Einführung der U1 wurden Teile der Strecke genutzt: Historisch gesehen bildet die U1 die Verbindung der Walddörferbahn (1918; Barmbek–Großhansdorf) mit der Langenhorner Bahn (1918; Ochsenzoll–Ohlsdorf) über die KellJung-Linie (1931; Kellinghusenstraße–Jungfernstieg).
Als erster Streckenabschnitt der heutigen U1 wurde 1914 Ohlsdorf–Kellinghusenstraße erbaut, der als Abzweig von der damaligen Ringlinie betrieben wurde; Für eine Liste aller Streckenbauabschnitte mit Eröffnungsdatum siehe →Eröffnungsdaten der Streckenabschnitte.

### Garstedt – Norderstedt Mitte
Die letzte Verlängerung der U1 war die am 28. September 1996 eröffnete Strecke von Garstedt über Richtweg bis Norderstedt Mitte. Die U-Bahn folgt hier der zuvor dort verkehrenden Alsternordbahn (A2), die ihrerseits abgebaut und nach Norderstedt Mitte zurückgezogen wurde. Der Baukosten von U1-Neu- und A2-Ausbau betrugen insgesamt 223 Mio. DM (Stand Juli 1996), von denen mit 120 Mio. DM der Großteil aus GVFG-Mitteln des Bundes finanziert wurde. Der Planfeststellungsbeschluss wurde im März 1991 erteilt, im September 1991 wurde der »erste Spatenstich« des Projektes gefeiert. Bis Juli 1992 wurde die A2 im Bereich der folgenden U-Bahn-Baustelle auf eine Behelfstrasse verlegt.
Die Gleise wurden zum Schutz der Anlieger vor Vibrationen und Sekundärschall im Tunnelbereich grundsätzlich auf Unterschottermatten verlegt. In Garstedt war zum ausreichenden Immissionsschutz davon abweichend auf 110 m Länge der Einbau eines Masse-Feder-Systems notwendig.

### Automatisierter Betrieb
Die Hamburger Hochbahn erprobte auf Streckenabschnitten der U1 als erstes Unternehmen im Bundesgebiet den automatisierten Fahrbetrieb (Projekt PUSH = Prozessrechnergesteuertes U-Bahn-Automatisierungs-System Hamburg). Ziel waren Kosteneinsparungen und eine Verbesserung der Qualität. Nach Versuchen mit zwei DT2-Einheiten in den 1960er und DT3-Einheiten in den 1970er Jahren fuhren ab dem 2. Juli 1978 sowie vom 31. Oktober 1982 bis zum 8. Januar 1985 fahrplanmäßig auf der 10,385 km langen Strecke zwischen den Stationen Volksdorf und Großhansdorf sechs auf LZB-Betrieb umgebaute DT3-Einheiten mit Fahrgästen im Pendelbetrieb. Danach wurde der automatisierte Betrieb in Hamburg wieder eingestellt. Die Hochbahn plante zunächst keine Wiedereinführung. Erst die Züge der neuen Linie U5, die sich derzeit in Bau befindet, sollen fahrerlos betrieben werden. Bei anderen Bahnen – wie der Docklands Light Railway in London oder den U-Bahnen in Nürnberg und Kopenhagen – werden führerlose Züge inzwischen im regulären Fahrgastbetrieb eingesetzt.

## Sehenswürdigkeiten
Die U1 bietet Haltestellen an vielen Sehenswürdigkeiten und Touristenattraktionen in Hamburg. So führt die Linie unter anderem am Friedhof Ohlsdorf vorbei. Auch Theater, Kirchen, Museen und Parks sind zu erreichen. So hält die U1 zum Beispiel am Deutschen Schauspielhaus, bei St. Katharinen und am Museum für Kunst und Gewerbe Hamburg. Über die Station Stephansplatz gelangt der Fahrgast in den Park Planten un Blomen sowie zum Congress Center Hamburg (CCH).

## Wichtige Stationen

### Jungfernstieg

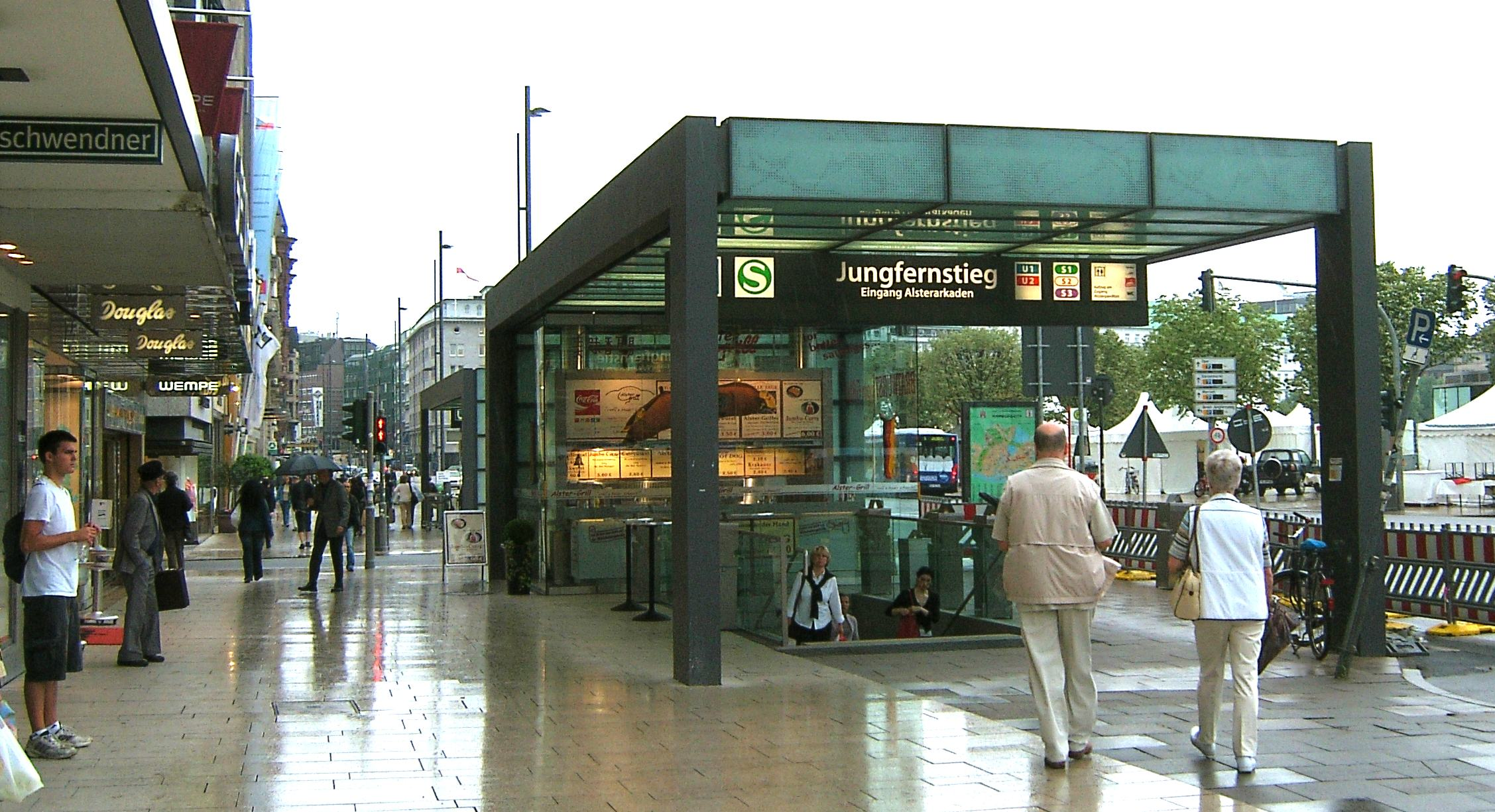
Eingang zum U- und S-Bahnhof Jungfernstieg

Der Bahnhof Jungfernstieg stellt einen wichtigen Knoten- und Umsteigepunkt im ÖPNV der Stadt dar. Durch die 1958 eingerichtete, unterirdische Verbindung mit dem U-Bahnhof Rathaus südlich der Mönckebergstraße sind dort alle U-Bahn-Linien sowie zwei wichtige S-Bahn-Linien erreichbar. Am 25. März 1931 wurde der erste Bahnsteig des heute vier Ebenen umfassenden Bahnhofs eröffnet. Damals wurde er nur von der KellJung-Linie bedient, die heute Bestandteil der U1 ist. Zudem ist der Alsteranleger mit den Alsterschiffen hier ebenfalls direkt erreichbar.

### Hauptbahnhof

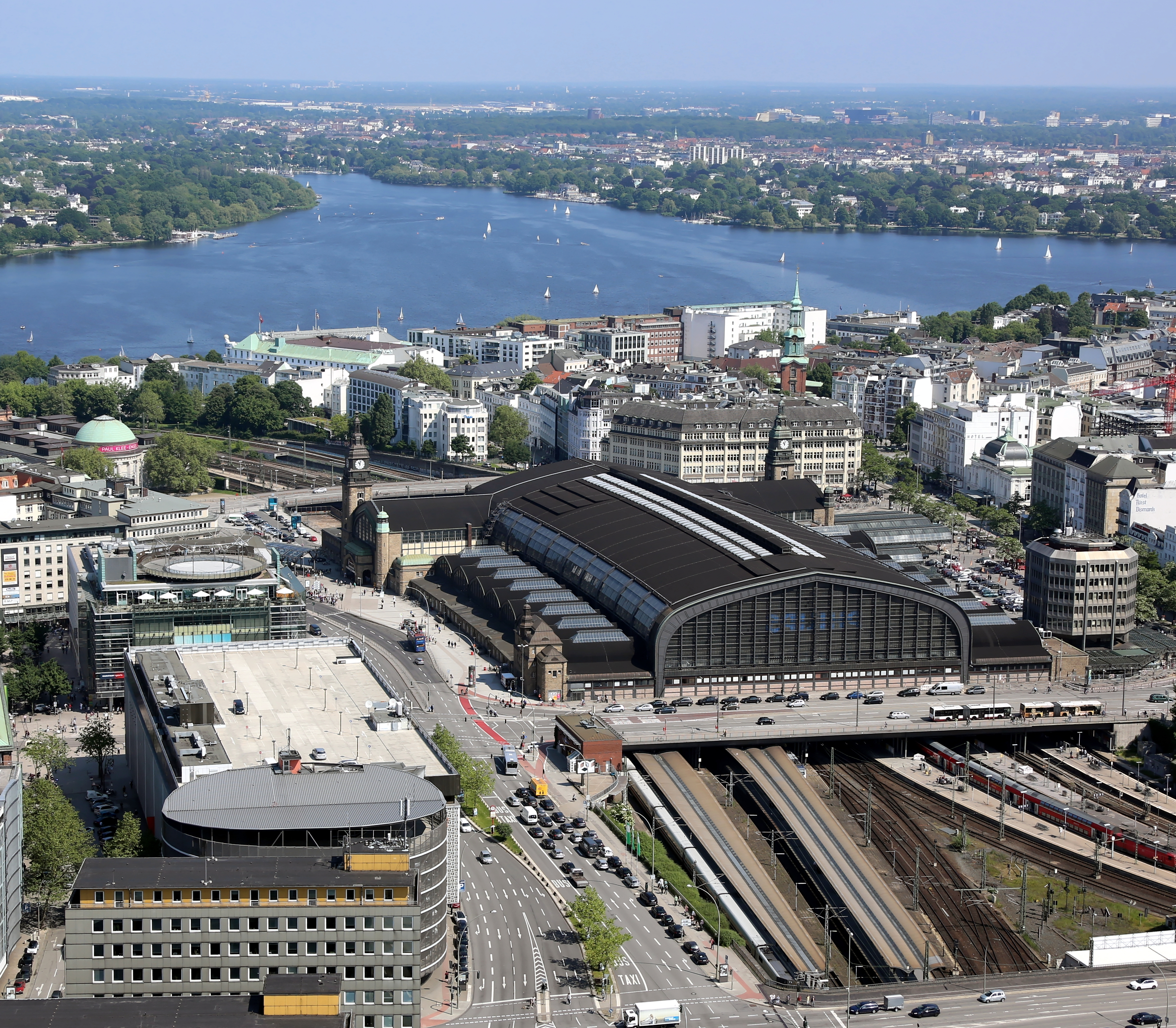
Luftaufnahme vom Hauptbahnhof aus Richtung Süden, im Hintergrund die Außenalster

Der zentral gelegene am 9. Dezember 1906 eröffnete Hamburger Hauptbahnhof ist heute der meist frequentierte Personenbahnhof Deutschlands. Mit acht Fernbahngleisen ist der Bahnhof vergleichsweise klein.
Der Hauptbahnhof ist für die Anbindung der U-Bahn an den Regional- und Fernverkehr bedeutend. Alle vier U-Bahn-Linien bedienen den Hauptbahnhof – entweder an der Station Hauptbahnhof Nord (U2 und U4) oder Hauptbahnhof Süd (U1 und U3). Umsteigemöglichkeiten bestehen zu allen S-Bahn-Linien, im Gegensatz zu Jungfernstieg auch zu den über die Verbindungsbahn via Dammtor verkehrenden, sowie zu nationalen wie internationalen Fernzügen.

### Wandsbek Markt
Der von Jürgen Elingius und Gottfried Schramm entworfene Bahnhof galt bei seiner Eröffnung 1962 als modernste Umsteigeanlage zwischen U-Bahn und Bus in Europa und wurde Vorbild für die U-Bahnhöfe Burgstraße (1967 eröffnet) und Billstedt (1969 eröffnet). Der über dem U-Bahnhof liegende Busbahnhof von Heinz Graaf war für stündlich 60 Busse und täglich 30.000 Fahrgäste ausgelegt, insbesondere als zentraler Anlaufpunkt der Buslinien aus den östlichen Stadtteilen Jenfeld, Tonndorf und Rahlstedt sowie aus dem Umland. Bis heute wuchs die Zahl auf bis zu 110 Busse pro Stunde und 50.000 Fahrgäste, was ihn zum größten Nahverkehrs-Busbahnhof Deutschlands machte. Der U-Bahnhof wird täglich von 40.000 Menschen genutzt und gehört damit zu den am stärksten frequentierten U-Bahnhöfen in Hamburg.

## Betriebsbahnhof und Abstellanlagen
Zwischen den Stationen Farmsen und Oldenfelde befinden sich die ausgedehnten Anlagen des Betriebsbahnhofs Farmsen, zu dem auch eine Abstellanlage gehört. Zwischen dem Betriebsbahnhof, der sich zwischen den beiden Streckengleisen befindet, und der Station Berne liegt nordwestlich der Streckengleise das Betriebs- und Versuchsgleis der Hamburger U-Bahn. Hier finden die Einstell- und Abnahmefahrten statt. Hier fanden auch die Versuche des automatisierten Fahrbetriebes in den 1970er und '80er Jahren statt.
An dem anderen Streckenast der U1 gibt es eine weitere große Abstellanlage östlich der früheren Endstation Ochsenzoll, westlich davon befinden sich noch drei weitere Abstellgleise.
Kleinere Abstellanlagen bzw. Kehrgleise gibt es in Norderstedt Mitte (2 südlich), Garstedt (1 nördlich), Fuhlsbüttel Nord (1 nördlich, bis Anfang der 1980er Jahre 2), Ohlsdorf (2 nördlich), Kellinghusenstraße (2 südlich), Stephansplatz (1 nördlich), Wartenau (1 östlich), Wandsbek Markt (2 nordöstlich hintereinander), Wandsbek-Gartenstadt (2 östlich), Farmsen (1 westlich), Volksdorf (3 südlich, 2 nördlich), Ohlstedt (5 nördlich) und Großhansdorf (2 nördlich).

## Streckenzentralen
Der Verkehr auf der Linie U1 wird aus zwei Streckenzentralen gesteuert. Die Streckenzentrale Ochsenzoll ist für die Strecke zwischen Norderstedt Mitte und Stephansplatz verantwortlich. Dazu werden auch die Stellwerke Kellinghusenstraße und Ohlsdorf von Ochsenzoll aus ferngesteuert. Der Ostabschnitt ab Jungfernstieg wird vom Stellwerk Farmsen aus gesteuert.

## Fahrplan
| Strecke                      | Hauptverkehrszeit Mo–Fr           | Nebenverkehrszeit Mo–Fr | Hauptverkehrszeit Sa | Nebenverkehrszeit Sa | Sonn- und Feiertags | Schwachverkehrszeit ab 0 Uhr Sa+So bis 5 Uhr | Nacht Fr–Sa und Sa–So sowie in den Nächten vor gesetzlichen Feiertagen |
| ---------------------------- | --------------------------------- | ----------------------- | -------------------- | -------------------- | ------------------- | -------------------------------------------- | ---------------------------------------------------------------------- |
| Norderstedt Mitte – Ohlsdorf | 05 min                            | 010 min                 | 010 min              | 010 min              | 010 min             | 020 min                                      | 020 min                                                                |
| Ohlsdorf – Farmsen           | 02/3/5 min                        | 05 min                  | 05 min               | 5 min                | 010 min             | 020 min                                      | 020 min                                                                |
| Farmsen – Volksdorf          | 05 min 02/3/5 min (Spitzenzeiten) | 010 min                 | 010 min              | 010 min              | 010 min             | 020 min                                      | 020 min                                                                |
| Volksdorf – Ohlstedt         | 010 min                           | 020 min                 | 020 min              | 020 min              | 020 min             | 020 min                                      | 040 min                                                                |
| Volksdorf – Großhansdorf     | 010 min                           | 020 min                 | 020 min              | 020 min              | 020 min             | 020 min                                      | 040 min                                                                |

Bemerkungen
Bedingt durch ihre Länge, die im Linien- und Tagesverlauf stark variierenden Fahrgastzahlen und die Verzweigung in Volksdorf, wird auf der U1 ein komplexes Programm an Fahrten durchgeführt. Generell wird der Takt zu den Hauptverkehrszeiten (HVZ) und speziell im Innenstadtbereich mit Verstärkern unterschiedlicher Laufwege verdichtet: 
- Einige Fahrten verkehren in den Hauptverkehrszeiten (mo–sa) über Ohlsdorf hinaus von/bis Fuhlsbüttel Nord, Ochsenzoll oder Garstedt.
- Im Osten sind Farmsen und Volksdorf Ziel- und Ausgangspunkte der Verstärkerfahrten.

- Ebenfalls nur in der Früh-HVZ verkehren einige Kurse von Farmsen stadteinwärts ab Wandsbek-Gartenstadt als U3 über den Ring, sodass zwischen Farmsen und Wandsbek-Gartenstadt 4 Züge pro 10 Minuten verkehren. In der Abend-HVZ gibt es Verstärkerfahrten von Saarlandstraße (U3), die ab Kellinghusenstraße auf der U1 nach Farmsen verkehren.

Montags bis Freitags fahren die Züge der U1 von Ohlsdorf bis Farmsen in der Nebensverkehrszeit im 5-Minuten-Takt bis etwa 21:30 Uhr. Dann herrscht bis 0 Uhr ein 10-Minuten-Takt von Norderstedt Mitte bis Volksdorf. In den Schwachverkehrszeiten wird die Strecke Volksdorf–Ohlstedt im Pendelbetrieb bedient. Zu diesen Zeiten müssen alle Fahrgäste, die von Norderstedt Mitte nach Ohlstedt fahren wollen, in Volksdorf umsteigen.

## Eröffnungsdaten der Streckenabschnitte

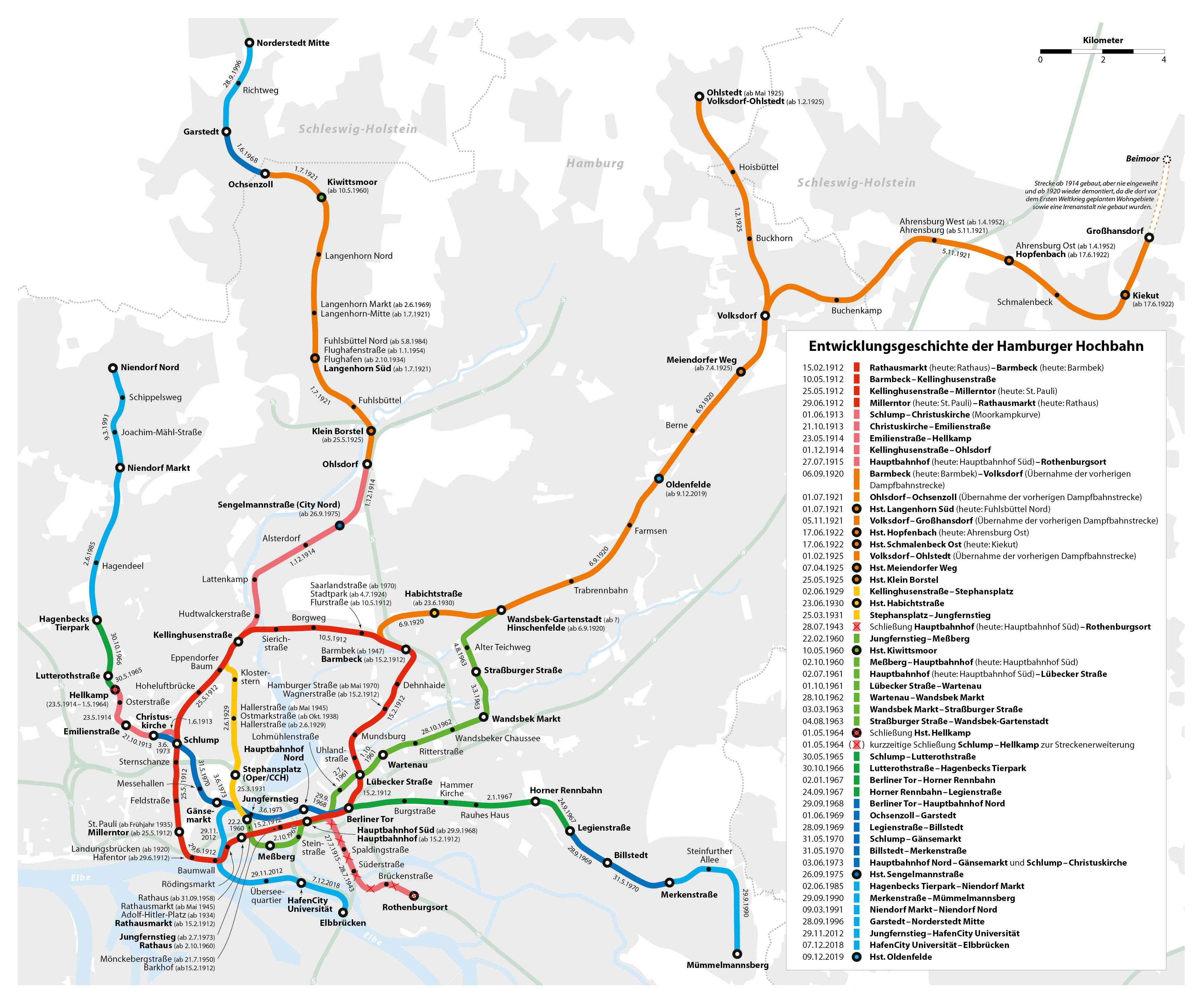
Historische Entwicklung der Hamburger Hoch- und Untergrundbahn

Einige Bahnhöfe bzw. Haltestellen wurden der Strecke erst nachträglich hinzugefügt, für die jeweiligen Eröffnungsdaten der Stationen siehe Liste der Hamburger U-Bahnhöfe.
- 1. Dezember 1914: Kellinghusenstraße – Ohlsdorf
- 6. September 1920: Wandsbek-Gartenstadt – Volksdorf (Walddörferbahn)
- 1. Juli 1921: Ohlsdorf – Ochsenzoll (Langenhorner Bahn)
- 5. November 1921: Volksdorf – Großhansdorf (damals: Groß Hansdorf) (Walddörferbahn)
- 1. Februar 1925: Volksdorf – Ohlstedt (Walddörferbahn)
- 2. Juni 1929: Kellinghusenstraße – Stephansplatz (KellJung-Linie)
- 25. März 1931: Stephansplatz – Jungfernstieg
- 22. Februar 1960: Jungfernstieg – Meßberg
- 2. Oktober 1960: Meßberg – Hauptbahnhof Süd (damals: Hauptbahnhof)
- 2. Juli 1961: Hauptbahnhof Süd (damals: Hauptbahnhof) – Lübecker Straße
- 1. Oktober 1961: Lübecker Straße – Wartenau
- 28. Oktober 1962: Wartenau – Wandsbek Markt
- 3. März 1963: Wandsbek Markt – Straßburger Straße
- 4. August 1963: Straßburger Straße – Wandsbek-Gartenstadt
- 1. Juni 1969: Ochsenzoll – Garstedt
- 28. September 1996: Garstedt – Norderstedt Mitte

## Fahrgastzahlen

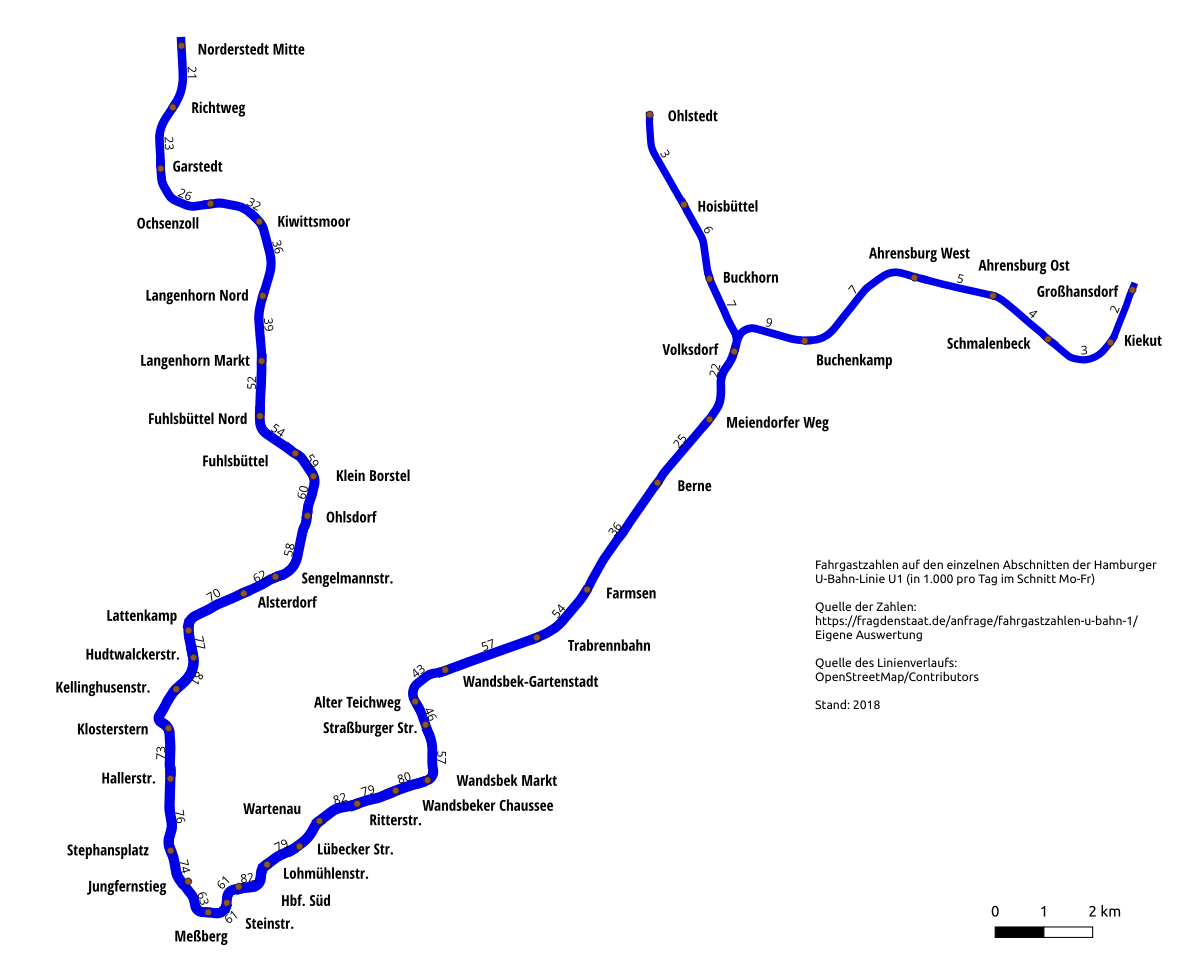
Durchschnittliche tägliche Anzahl an Fahrgästen auf den Abschnitten der U1 im Jahr 2018 (in 1000)

Im Jahr 2016 beförderte die U1 im Abschnitt zwischen Hauptbahnhof Süd und Lohmühlenstraße durchschnittlich etwa 44.000 Fahrgäste pro Tag (mo–fr) und Richtung. Zwischen Wandsbek Markt und Straßburger Straße waren es noch etwa 31.000 Fahrgäste/Tag (mo–fr) und Richtung.